# Enrique Olvera
Enrique Olvera Figueras (29 de enero de 1976 en México, D.F.), más conocido como Enrique Olveras, es un chef mexicano. Ha sido nombrado uno de los mejores Chefs del mundo lo que lo ha llevado a ser galardonado con dos estrellas Michelín para su restaurante Pujol.

## Biografía
Olvera estudió en el Culinary Institute of America de Nueva York. En 2000, en la Ciudad de México, inauguró Pujol, restaurante situado en 2013 en el lugar 13 entre los 50 mejores restaurantes del mundo y el tercer en Latinoamérica, de acuerdo con la lista de San Pellegrino. En 2012 había sido clasificado en el lugar 36 en el mundo.
En 2008 publicó el libro La nueva cocina mexicana En 2010, con motivo de la primera década de existencia de Pujol, Olvera publicó UNO, en donde presenta la historia y filosofía de su trabajo, hace un recuento de 10 años y reflexiona sobre el presente y futuro de la gastronomía mexicana. A finales del año siguiente, editó En la milpa, su tercer libro.
En 2014, Olvera incursiona en el mercado internacional e inaugura su primer restaurante internacional en Nueva York, Cosme.
Desde 2014 diseña el menú a bordo en la Clase Premier de Aeroméxico.